# Osso piramidal
O osso piramidal (também chamado de osso pé, ou triquetal) está localizado no punho, no lado medial da fileira proximal do carpo, entre o semilunar e o pisiforme. Está localizado no lado da ulna na mão, mas ele não articula-se com ela. Ele conecta-se com o pisiforme, hamato, e semilunar. É o terceiro osso mais quebrado dentre os ossos do carpo.
Ele pode ser distinguido dos outros ossos do carpo pela sua forma piramidal característica, e por uma face oval isolada que articula com o pisiforme.
Seu nome deriva do latim "triquetrus", que significa "com três diagonais".

## Faces

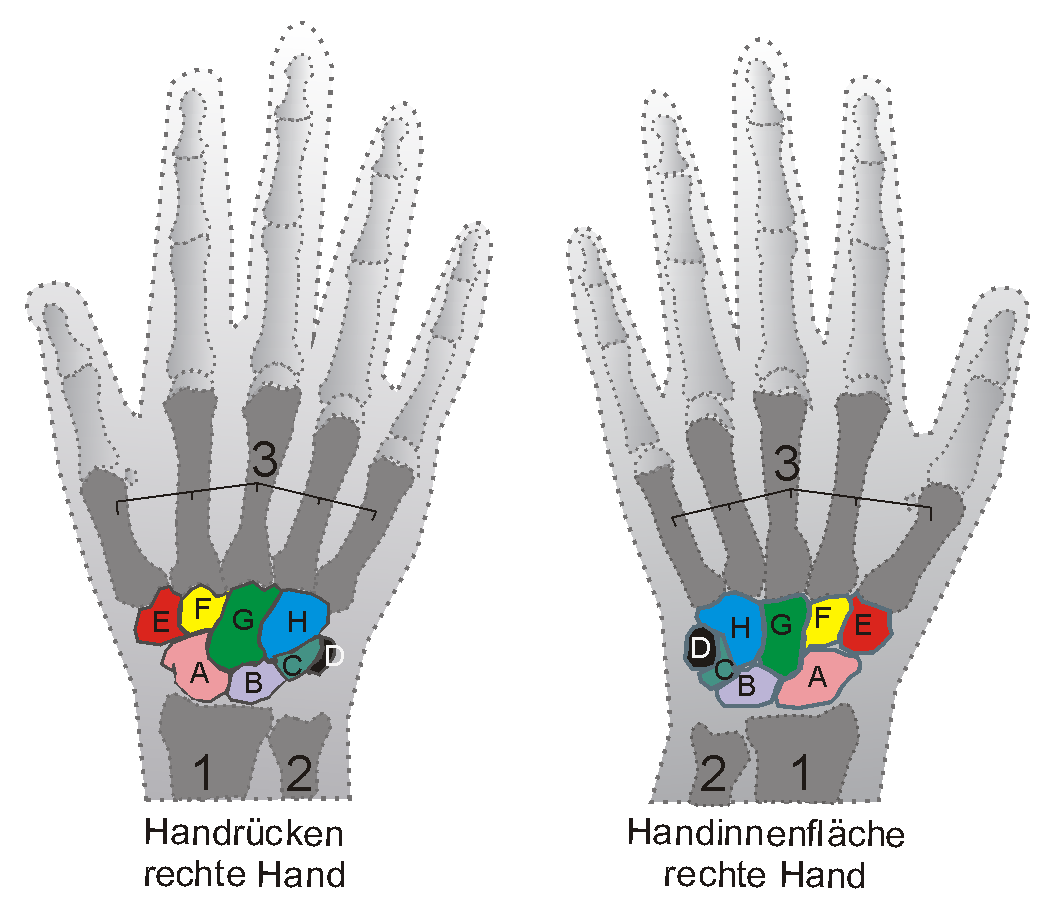
A imagem mostra os oito ossos do carpo, que formam a articulação do punho. Os ossos são identificados por letras e núcleos para facilitar a compreensão. O diagrama também mostra os ossos do antebraço, rádio e ulna, que se articulam com o carpo.

A face superior apresenta uma porção medial rugosa, que não articula, que uma porção lateral convexa que articula com o disco de fibrocartilagem do pulso.
A face inferior é côncava, curvada, e lisa para a articulação com o hamato. A porção dorsal é rugosa para a adesão dos ligamentos.
A face lateral, a base da pirâmide, é marcada por uma face chata e quadrilateral, que articula com o semilunar.
A face medial, ponta da pirâmide, é "pontuda" e rugosa, para a ligação com o ligamento ulnar do pulso.

## Imagens Adicionais

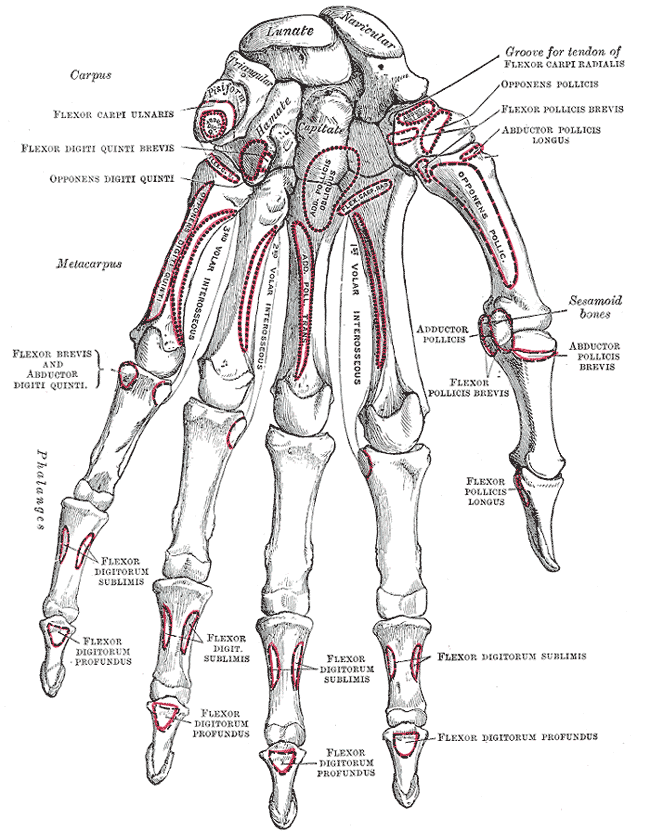
Ossos da mão esquerda. Superfície palmar.
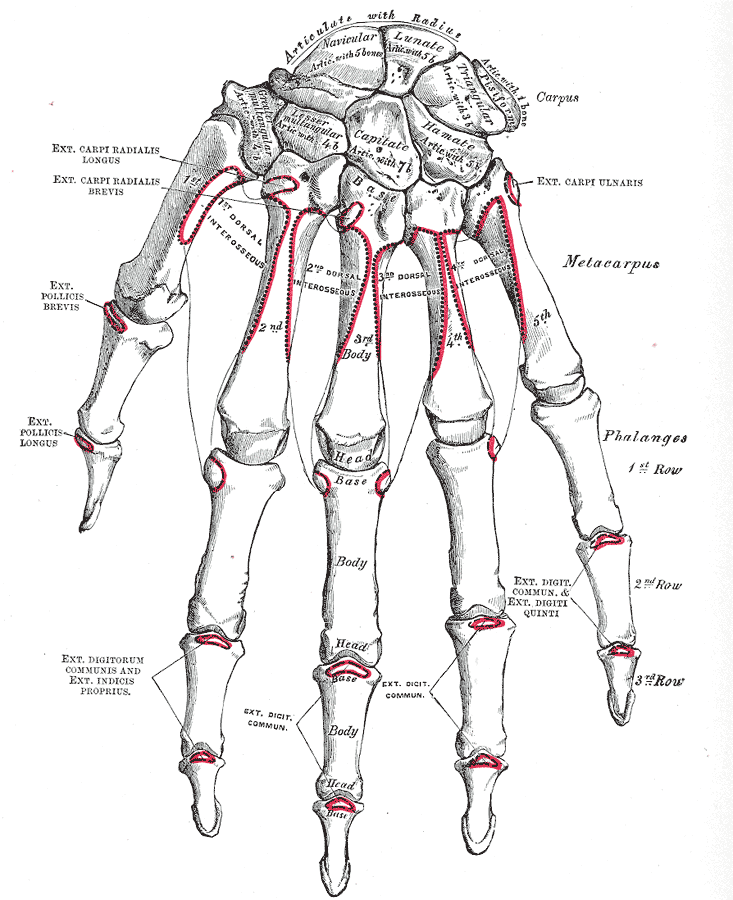
Ossos da mão esquerda. Superfície dorsal.